# Mommenheim
Mommenheim je občina v departmaju Bas-Rhin francoske regije Alzacija.
Leta 1990 je v občini živelo 1 702 oseb oz. 209 oseb/km².